# Кожум'яка Степан Демидович
Степа́н Деми́дович Кожум'я́ка (русифіков. Кожемякін; 4 (16) грудня 1898, Новомиргород, Єлисаветградський повіт, Херсонська губернія, Російська імперія — 31 серпня 1989, Новомиргород, Кіровоградська область, Українська РСР, СРСР) — український інженер-мостобудівник, автошляховик; публіцист, літературознавець, мовознавець; громадський діяч, активний учасник дисидентського руху опору, борець за культурно-духовні та політичні права українського народу.

## Життєвий шлях
1917 року закінчив Єлисаветградські земські педагогічні курси й одержав звання народного вчителя. Навчаючись на педкурсах, випускав рукописний журнал «Лісовий струмок», де в одному з номерів помістив допис «Більшовизм», у якому піддав жорсткій критиці радянський лад.
1922 року із членів Новомиргородського педколективу організував редколегію і розпочав видавати ілюстрований журнал «Перша ластівка». Брав участь у сільськогосподарській комуні «Рілля». За гострий політичний конфлікт був звільнений із посади завідувача 4-ї Новомиргородської школи та позбавлений членства в Спілці вчителів. У пошуках справедливості апелював до Єлисаветград. відділу освіти, який 1923 року скерував його на навчання до Одеси.
1926 року закінчив факультет соціального виховання, а в 1928 році — мовно-літературний факультет Одеського інституту народної освіти, захистивши дипломну працю «Борис Грінченко». Грав на бандурі, ходив у національному вбранні, у відвертих розмовах говорив правду про події 1918 року в Україні. Навесні 1928 мав здавати державний іспит, але з 6 на 7 березня був заарештований співробітниками ДПУ і засланий на 3 роки до Йошкар-Оли. Диплом про освіту все ж отримав.
Після повернення з заслання закінчив Харківський автошляховий інститут.
Із 1932 — лінійний інженер на будівництві автошляху в Черкасах.
1937 року був знову заарештований за антирадянську агітацію і пропаганду й засланий у Самарлаг Куйбишевської обл. на 10 років. Працював у концтаборі на будівництві авіазаводів, що постачали на фронт літаки «І-14» та «І-15». Хворий і знесилений чекав смертного часу, та завдяки знанням технології торкретбетону за вказівкою зверху був порятований і працював на секретних об'єктах «A» і «Б»: споруджував радіощоглу, що мала замінити московську; величезне підземне сховище для уряду з Москви, на випадок евакуації під натиском німецьких військ.
Після відбуття терміну — вільнонайманий робітник.
1949 року утретє заарештований за політичною статтею й засланий на вічне поселення до Красноярського краю. У Велико-Улуйському районі підняв шляхове будівництво.
Після викриття культу особи Сталіна повернувся в Україну. 9 липня 1958 року постановою Черкаського обласного суду реабілітований.
Упродовж 1954–1973 років працював інженером-автошляховиком у Златополі та Новомиргороді. Під його безпосереднім керівництвом Новомиргородська ШЕД-722 проклала важливі автошляхи загальною довжиною 317 км: Н16 (Черкаси—Умань) М12 (Умань—Гайсин) та Т 0234 (Гайсин—Брацлав).[джерело?]
У 1966–1973 роках займався проєктуванням і будівництвом мостів через річку Велика Вись на Кіровоградщині. Зокрема, у Великій Висці — 40 метровий залізобетонний міст, Голованівську — близько 40 м, Новомиргороді — 98 м, Гайвороні, а також у селах Мартоноша, Каніж, Панчеве, Рубаний Міст, Коробчине та ін.

Відкриття залізо-бетонного мосту в Новомиргороді.

Упродовж багатьох років брав активну участь у національно-громадському житті. Свідчення тому: організоване ним встановлення пам'ятника Тарасу Шевченку в с. Лип'я́нка (скульптура Івана Гончара), залишені спогади, фотографії, листування з друзями: Борисом Антоненком-Давидовичем, Михайлом Стельмахом, Іваном Романченком, професором філології Володимиром Лазурським; опубліковані в пресі спогади з історії Новомиргородщини та Шполянщини. Його філософські, політичні, національні погляди найповніше відображені в епістолярній спадщині.
1969 року започатковав традицію покладання «березневих вінків» до пам'ятників Тараса Шевченка у Шполянському районі, клопотав про вихід творів передової зарубіжної класики та журналу «Кур'єр ЮНЕСКО» українською мовою, про реформу освіти, повернення до української абетки вилученої літери «ґ», залучив до цього близьких і знайомих, самотужки упорядкував «Автошляховий словник». Щоб зберегти та виявити зацікавленість і потяг до примноження яскравих сторінок історії України розмножував самвидавом власні наукові розвідки — краєзнавчі дослідження «Цегляне диво», «Собор Святого Миколи», «Спомник Кобзарю» та ін.

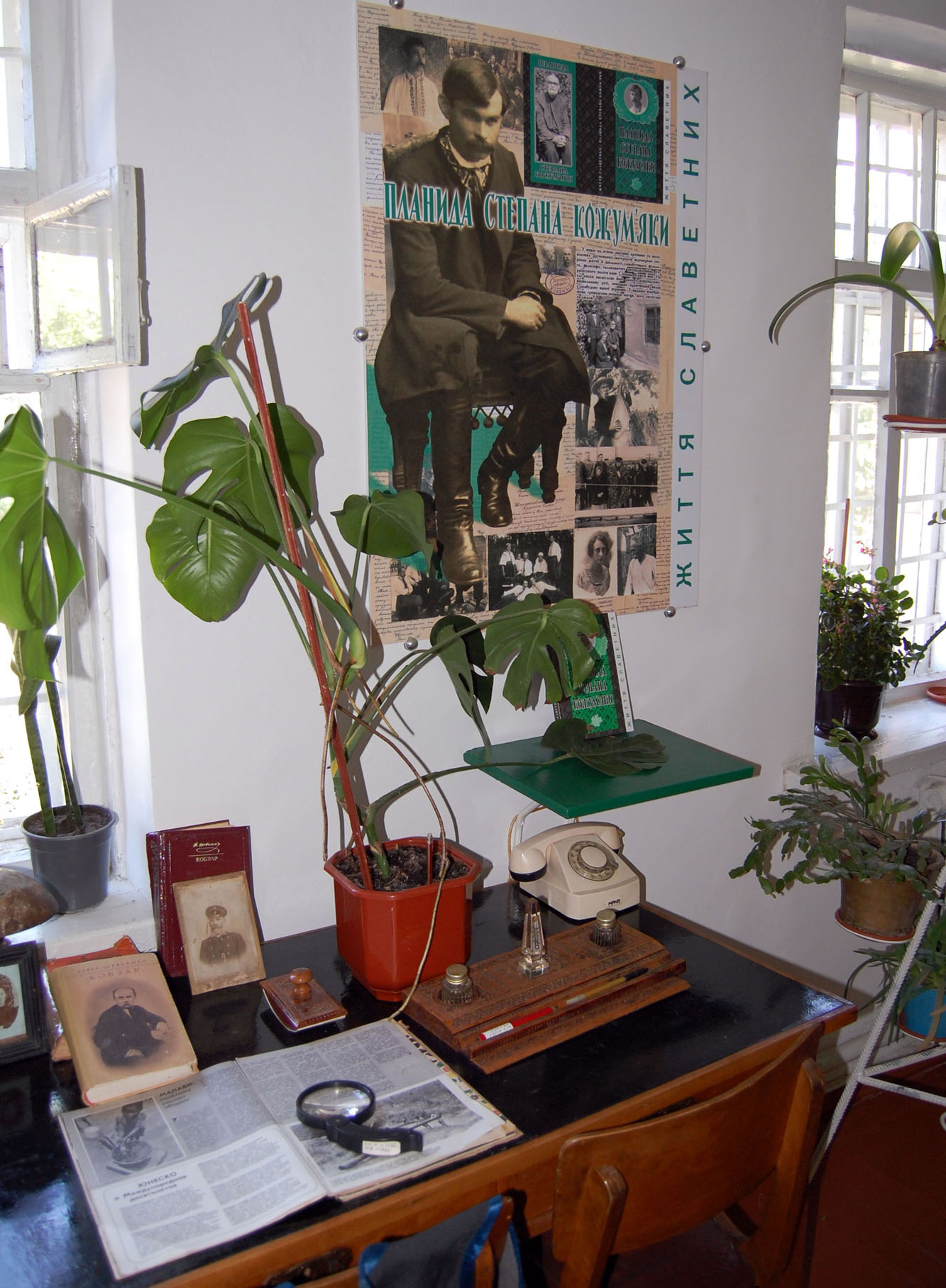
Кімната С. Кожум'яки в музеї.

Чільне місце займали петиції-вимоги Степана Кожум'яки до Верховної Ради УРСР, Спілки письменників України, редакцій газет і журналів із вимогою «припинити дику дискримінацію мови багатомільйонного українського народу», а також поширення політично важливих документів. Зокрема, «Загальної декларації прав людини», «Міжнародного пакту про громадянські та політичні права» ООН; праці Івана Дзюби «Інтернаціоналізм чи русифікація?»; позацензурних віршів Василя Симоненка тощо.
Кожум'яка ґрунтовно доводив об'єктивність процесу виокремлення України як незалежної держави і передбачив здобуття нею суверенітету. Важливе значення в його публіцистиці приділено українській інтелігенції, яка мусить чітко усвідомити своє місце в житті, твердо й повсякчас пам'ятати про обов'язки перед українським народом та суспільством.
На переконання Кожум'яки, «інтеліґентна людина — це світло, що повинно світити навколо всіма найкращими якостями. Вона повинна вести перед, бути зразком поступу, справедливості, свідомості, правди й краси», «українська інтеліґенція повинна грудьми стати за мовні права свого народу».
До останнього дня свого життя Степан Кожум’яка відстоював права українського народу і зробив великий вклад, як в соціальне, так і наукове життя людей. Помер Степан Кожум'яка 31 серпня 1989 року. Похований в Новомиргороді на центральному кладовищі. 48°48′01″ пн. ш. 31°39′33″ сх. д. / 48.800179° пн. ш. 31.659127° сх. д.

## Вшанування пам'яті
У 2015 році у місті Новомиргород вулицю Рози Люксембург перейменували на вулицю Степана Кожум'яки.
У місті Дніпро вулицю Подєбрадську перейменували на вулицю Степана Кожум'яки.
У 2016 році у місті Шпола вулицю Чернишевського перейменували на вулицю Степана Кожум'яки.

## Аудіо та відео
- • Полтавське обласне радіо з нагоди відкриття музею Степана Кожум'яки 13.10.2007
- • Кінофільм про Степана Кожум'яку «Милі мої, українці»